# Give My Regards to Broad Street (película)
Give My Regards to Broad Street es una película musical británica de 1984 dirigida por Peter Webb. Está protagonizada por Paul McCartney, Bryan Brown y Ringo Starr. La película narra un día ficticio en la vida de McCartney, que escribió la película para la pantalla, y McCartney, Starr y Linda McCartney aparecen como ellos mismos. A pesar de que Give My Regards to Broad Street no tuvo éxito, ni financiero ni de crítica, su álbum de banda sonora se vendió bien. El título es una versión de la canción de George M. Cohan "Give My Regards to Broadway" y hace referencia a la estación de tren londinense de Broad Street. Fue la primera aparición de McCartney en un largometraje no documental desde Help! (1965) y actualmente es su último papel protagonista en un largometraje.
El rodaje y la grabación de Broad Street comenzaron en noviembre de 1982, tras la finalización de Pipes of Peace. La producción del álbum y la película continuó hasta julio del año siguiente. En el ínterin, se publicaron Pipes of Peace y sus singles, y el proyecto cinematográfico estaba previsto para otoño de 1984.

## Trama[4]
Paul (Paul McCartney) está atrapado en un atasco en su coche con chófer de camino a una entrevista. Sueña despierto que está conduciendo él mismo un coche más llamativo y repleto de tecnología moderna por el campo cuando recibe una llamada de Steve (Bryan Brown) informándole de que Harry (Ian Hastings), un delincuente reformado, ha desaparecido, junto con las cintas maestras que debía entregar a la fábrica el día anterior. Paul corre al estudio para descubrir que la policía está allí investigando el asunto, pensando que Harry ha vuelto a las andadas. Las noticias empeoran cuando el Sr. Rath (John Bennett), a quien el estudio debe dinero, llega con la noticia de que se hará cargo de la compañía discográfica si no se encuentran las cintas antes de medianoche.
Tras la reunión, la película sigue un día en la vida de Paul y su trabajo con su esposa Linda McCartney y su amigo Ringo Starr, que incluye la grabación de dos vídeos, ensayos en un loft y grabaciones de actuaciones para la radio. Entre vídeo y vídeo, Paul se pregunta qué podría haber hecho Harry: ¿Dio las cintas maestras para que las piratearan, se largó o lo asesinaron? Durante varias canciones, Paul tiene elaboradas fantasías en diversos escenarios y con disfraces inspirados en su situación. Una vez terminada la jornada, Paul conduce por Londres y sus socios se preparan para la toma del poder a medida que se acerca la medianoche. Mientras conduce hacia Broad Street, Paul recuerda que Harry se dirigía hacia allí la última vez que lo vio y se pone a explorar la estación. Finalmente, encuentra el maletín azul que contiene las cintas en un banco del andén, y a Harry en un pequeño edificio de mantenimiento cercano, donde se ha quedado atrapado accidentalmente mientras buscaba el baño. Ambos se ríen, se marchan, Paul informa a Linda, que comunica al estudio que han encontrado las cintas, y se evita la toma del control. El coche con chófer de Paul llega por fin a su destino y le despiertan de la siesta.

## Reparto[5]
- Paul McCartney como él mismo
- Bryan Brown como Steve
- Ringo Starr como él mismo
- Barbara Bach como Periodista
- Linda McCartney como ella misma
- Philip Jackson como Alan
- Giant Haystacks como Big Bob
- Tracey Ullman como Sandra
- Ralph Richardson como Jim
- George Martin como él mismo
- John Bennett como Sr. Rath
- John Burgess como Chófer
- Ian Hastings como Harry
- Marie Collett como Valerie
- Graham Dene como voz de Disk Jockey
- Anthony Bate como Banquero
- Donald Douglas como detective de policía
- Christopher Ellison como cuidador de Rath
- Leonard Fenton como Contable de la compañía
- Jeremy Child como ejecutivo de la discográfica
- Amanda Redman como Recepcionista
- Geoff Emerick como Ingeniero
- John Salthouse como Tom el Roadie
- Jeffrey Daniel como Robot Bailarín
- Gordon Rollings como El monstruo
- John Paul Jones
- Chris Spedding
- Jody Linscott
- Eric Stewart
- Jeff Porcaro
- Steve Lukather
- Louis E. Johnson
- Dave Edmunds

## Producción
La película fue el resultado de una vieja ambición de McCartney, aficionado al cine de toda la vida, de volver a actuar tras su éxito con las películas de los Beatles. La prensa describió Give My Regards to Broad Street como la primera película de McCartney en 14 años, pero Rockshow se había estrenado cuatro años antes.
Broad Street fue una de las últimas apariciones cinematográficas de Ralph Richardson, que interpreta a un hombre mayor llamado Jim al que McCartney visita al final de la película, buscando a Harry. Algunos críticos han señalado el parecido de Jim con el padre de McCartney (que también se llamaba James; el personaje de Richardson se refiere a McCartney como "hijo") y parece ser una especie de poeta: el mayor de los McCartney tuvo su propia banda de jazz en los años cuarenta. (McCartney ha dicho que basó el personaje en Polonio de Hamlet).

## Rupert and the Frog Song
La película de animación de 13 minutos Rupert and the Frog Song se proyectó en los cines inmediatamente antes de Give My Regards to Broad Street. El cortometraje contenía la canción "We All Stand Together", cantada por McCartney y "the Frog Chorus". Simultáneamente al estreno de la película en noviembre, "We All Stand Together" se lanzó como sencillo y se convirtió en un éxito en el Reino Unido, alcanzando el n.º 3.

## Videojuego
En 1985 se lanzó un videojuego basado en la película para los ordenadores domésticos Commodore 64 y ZX Spectrum. El juego fue desarrollado por Argus Press Software y publicado en su serie Mind Games. La versión para C64 fue publicada por Mastertronic en EE. UU. (n.º de catálogo ICD-0082).
El juego tiene lugar después de la acción de la película y se descubre que faltaba una pista del álbum en las cintas recuperadas. La pista que faltaba iba a ser el single principal, así que sin ella, el estudio vuelve a estar en peligro. El jugador toma el papel de McCartney, que debe viajar por Londres para localizar a los miembros de la banda y a otras personas que estuvieron en la sesión original del estudio para ayudar a recomponer la pista. El paquete del juego contiene un mapa desplegable de Londres y perfiles de los personajes que el jugador debe utilizar para predecir dónde encontrarlos.

## Recepción
Aunque su banda sonora fue un éxito, la película recibió críticas negativas. Roger Ebert, del Chicago Sun-Times, dio a la película una de cuatro estrellas, elogiando su música como "maravillosa", pero escribió que "es lo más parecido a una no-película, y las partes que sí intentan algo son las peores". Criticó especialmente las largas e irrelevantes secuencias oníricas y la mala fotografía, y aconsejó a los lectores que compraran el álbum de la banda sonora y no se molestaran en ver la película.
Retrospectivamente, el agregador de críticas Rotten Tomatoes ha cifrado la puntuación positiva de la película en un 25%, basándose en las reseñas de 16 críticos.

## Premios y nominaciones
"No More Lonely Nights", una canción de la película, fue nominada a un Globo de Oro y a un premio BAFTA a la mejor canción original de cine.